# Pietro Panzeri
Pietro Panzeri (Sormano, 27 novembre 1849 – Milano, 13 aprile 1901) è stato un medico e chirurgo italiano, pioniere dell'ortopedia italiana. Fu il promotore, nel 1891, della Società Ortopedica Italiana.

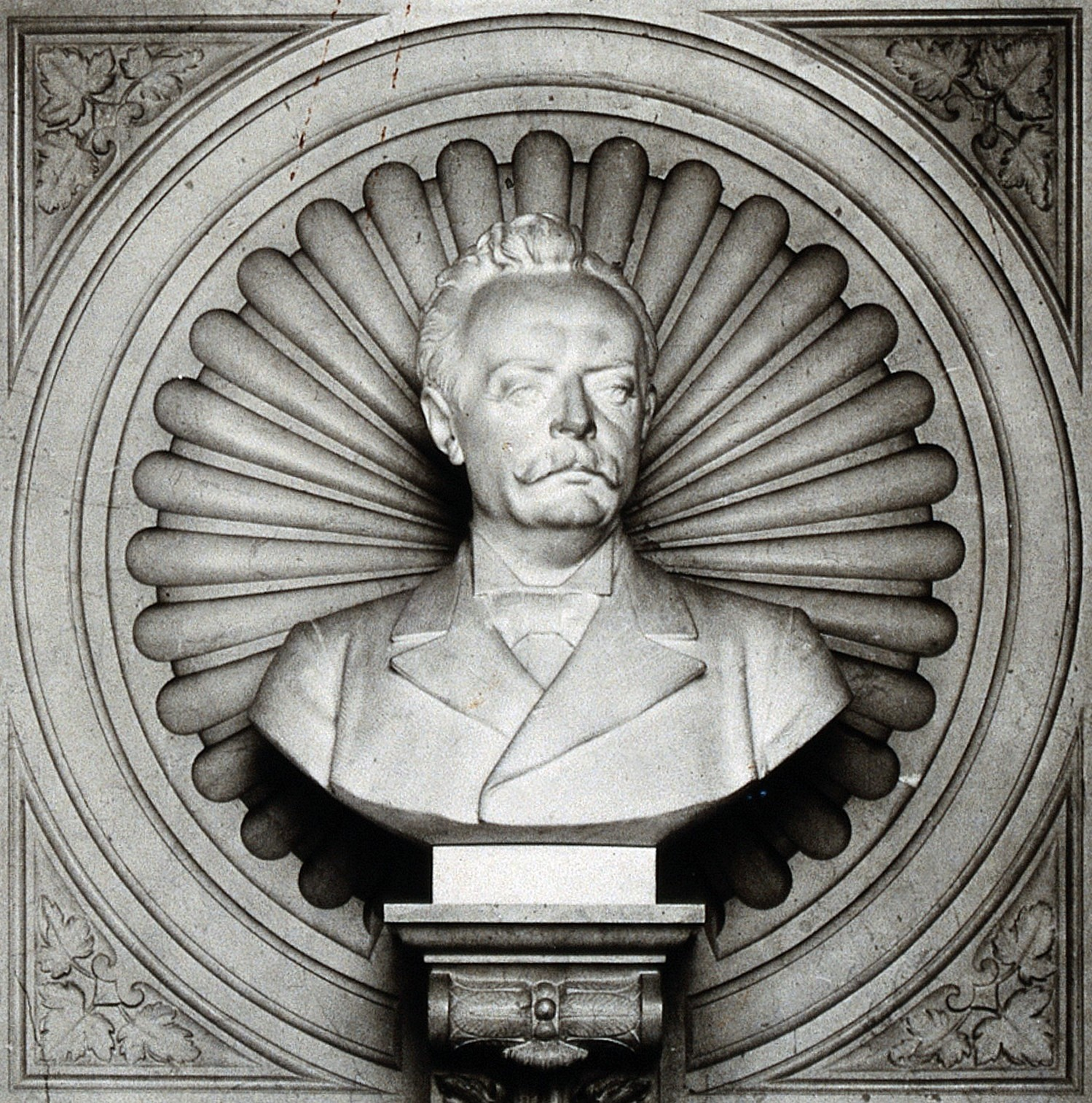

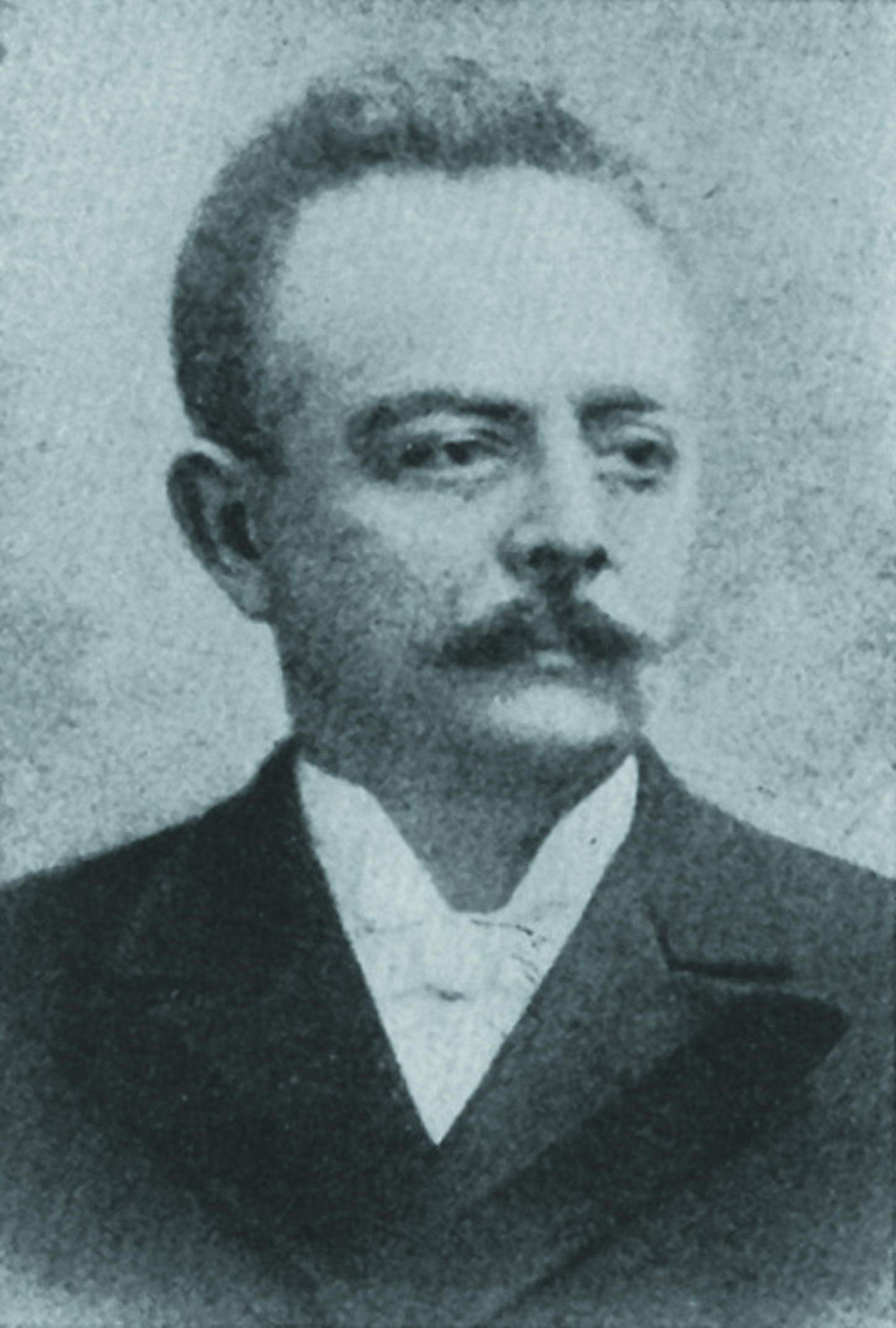
Pietro Panzeri (1948-1901) - Archivio Fotografico Presidio Ospedaliero Gaetano Pini

Nacque a Sormano, borgo della Valassina tra Lecco e Como, territorio in cui il padre Angelo svolgeva l'attività di medico condotto. Da giovane, Pietro si distinse con la divisa garibaldina tra le file della Guardia Nazionale Mobile, nella Terza Guerra di Indipendenza. Si laureò in Medicina e chirurgia nel 1871, all'Università degli Studi di Pavia, alloggiando al Collegio Ghislieri; ebbe come compagni di corso Carlo Forlanini e Luigi Mangiagalli.
Trasferitosi a Milano, cominciò a frequentare vari reparti dell'Ospedale Maggiore Ca' Granda. Nel 1875 istituì il primo servizio di guardia medica del capoluogo lombardo, nella centralissima Piazza del Duomo; poi si dedicò a un lungo viaggio di studi in Europa, visitando gli ospedali di città importanti, come Losanna, Vienna, Berlino, Lione, Londra.
Tornato a Milano, fu chiamato da Gaetano Pini, medico e filantropo, a occuparsi delle cure ortopediche presso l'asilo dei rachitici, una istituzione nata grazie a varie donazioni. Si trovava in un locale di vicolo Rasini (dopo il primo trasferimento della piccola sede di via Sant'Andrea) e dava la possibilità ai bambini rachitici, o comunque affetti da deformità scheletriche, di essere curati e di frequentare la scuola. L'istituzione ebbe un tale successo, che nel 1881 fu costruito in via San Calimero un grande edificio, appositamente ideato per soddisfare le aumentate esigenze di assistenza. Venne così fondato il Pio Istituto dei Rachitici, che tra distruzioni, restauri e ampliamenti, sarebbe poi diventato l'attuale Istituto ortopedico Gaetano Pini.
Dopo la morte di Pini (1887), Pietro Panzeri divenne direttore dell'Istituto dei Rachitici, e fu qui che si distinse maggiormente per le sue qualità umane e professionali: si occupava della terapia del rachitismo, della scoliosi, del piede torto, della tubercolosi osteo-articolare, della paralisi infantile, avvalendosi sia delle metodiche chirurgiche (tenotomie, osteotomie, osteoclasie), che di quelle incruente (correzioni manuali, ginnastica, ortesi).
Per la fama raggiunta, fu chiamato a Bologna a dirigere il neonato istituto Ortopedico Rizzoli di Bologna, fondato nel 1896, compito che assolse per circa due anni, mantenendo contemporaneamente la guida dei Rachitici di Milano. Lui stesso volle affidare poi ad Alessandro Codivilla, primario chirurgo a Imola, la sua successione al Rizzoli, istituto anch'esso destinato a una grande affermazione.
Dopo avere rinunciato al doppio incarico, dalla fine del 1898 Panzeri si dedicò soltanto all'Istituto dei Rachitici di Milano, che continuò nella sua grande opera a favore di tutti coloro (piccoli e grandi) che erano affetti da patologie dell'apparato scheletrico. Fu probabilmente la sua grande dedizione a procurargli la sincope cardiaca che, il 13 aprile del 1901, lo condusse improvvisamente a morte.
Di Pietro Panzeri vale la pena ricordare altre testimonianze. Nel 1882 fu tra i fondatori a Milano della "Poliambulanza", una sorta di clinica plurispecialistica, nella quale lui si occupava della sezione ortomorfica. Questa struttura si è nel tempo trasformata nell'attuale "Poliambulanza Ronzoni" di via Conca del Naviglio. Nel 1884, Panzeri inaugurò, presso l'Università degli Studi di Pavia, il primo corso libero di ortopedia in Italia. Nello stesso anno fondò, insieme a Fedele Margary di Torino, l'Archivio di Ortopedia, prima rivista specialistica di ortopedia sia in Italia che in Europa tuttora pubblicata, con l'intestazione Archivio di Ortopedia e Reumatologia.
L'opera, comunque, più meritoria di Panzeri è stata quella di farsi promotore, nel 1891, della Società Ortopedica Italiana, dando così la prima svolta all'autonomia scientifica dell'ortopedia. La Società fu fondata a Milano, proprio all'Istituto dei Rachitici, e a Milano si tenne il primo congresso nazionale, sotto la sua presidenza.
Panzeri ebbe anche ruoli politici: assessore e consigliere del Comune di Milano per più di una legislatura; sindaco del comune di Cucciago, in Brianza, terra di origine della madre, nel cui cimitero è stato sepolto.